# شون آدامز
شون آدامز هو لاعب كرلنغ كندي، ولد في 4 أبريل 1974 في Bridgewater, Nova Scotia ‏ في كندا.